# Robert Blankenship
Robert C. Blankenship (Porterdale (Georgia), 13 april 1921 - DeRidder (Louisiana), 13 augustus 1970) was een Amerikaanse officier. Hij werd op 8 oktober 1945 bij Koninklijk Besluit door koningin Wilhelmina benoemd tot Ridder in de Militaire Willems-Orde.
Robert Blankenship was eerste luitenant en pelotonscommandant van het 3rd Battalion, 504th P.I.R., 82nd Airborne Division, een luchtlandingseenheid die tijdens Operatie Market Garden met zweefvliegtuigen afdaalde.
Tijdens de gevechten van de 82ste Airborne Division in het gebied van Nijmegen in de periode van 17 september tot 4 oktober 1944 heeft Robert Blankenship, zo vermeldt het Koninklijk Besluit, "zich onderscheiden door het bedrijven van uitstekende daden van moed, beleid en trouw. Daarbij herhaaldelijk blijk gegeven van buitengewone plichtsbetrachting en groot doorzettingsvermogen, en in alle opzichten een zeer loffelijk voorbeeld, een inspiratie geweest voor allen in die roemvolle dagen".

## Onderscheidingen
- Ridder der vierde klasse in de Militaire Willems-Orde op 8 oktober 1945[2][1]
- Silver Star[3][1]
- American Campaign Medal[1]
- American Defence Service Medal[1]
- Purple Heart[1]
- European-African-Middle Eastern Campaign Medal[1]
- Parachutist Badge (United States)[1]

Charles Billingslea · Robert C. Blankenship · Charles King Boyd · Julian Aaron Cook · Daniel Frank Elam · Edward Simons Fulmer · Wesley Harris · Glenn Jonas · William Kero · Harry William Osborn Kinnard · Paul Lester · Joseph Myers · Herbert Edgar Schulman · Maxwell D. Taylor · Dewitt S. Terry · Reuben Henry III Tucker · Waverly W. Wray